# Sommer-Paralympics 2008/Teilnehmer (Republik Moldau)
| stlisierte Goldmedaille | stlisierte Silbermedaille | stlisierte Bronzemedaille |
| ----------------------- | ------------------------- | ------------------------- |
| —                       | —                         | —                         |

Die Republik Moldau nahm mit der Powerlifterin Larisa Marinencov an den Sommer-Paralympics 2008 im chinesischen Peking teil, die auch Fahnenträgerin beim Einzug der Mannschaft war. Ein Medaillensieg Moldaus blieb jedoch aus.

## Teilnehmer nach Sportart

### Powerlifting (Bankdrücken)
Frauen
- Larisa Marinencov